# 오에 스에오
오에 스에오(大江 季雄, 1914년 8월 2일~1941년 12월 24일)는 주로 장대높이뛰기에 출전한 일본 육상 선수이다. 1936년 베를린 올림픽에서 장대높이뛰기 동메달을 획득했다. 교토부 마이즈루시 출신이다.
1935년 부다페스트에서 열린 제6회 국제학생육상경기대회에서 4m 10cm을 기록해 준우승, 1936년 4m 34cm의 일본 신기록을 세웠다. 같은 해 베를린에서 열린 1936년 하계 올림픽에서 니시다 슈헤이와 함께 4m 25cm의 같은 기록으로 2, 3위를 차지했다. 두 선수는 준우승자를 가리기 위한 경쟁을 거부했고, 일본 대표팀의 결정에 따라 니시다가 더 적은 시도로 더 높은 기록을 세웠다는 이유로 니시다에게 은메달을 수여했다. 귀국 후 서로의 메달을 잘라 반반씩 이어 붙여 "우정의 메달"을 만든 미담으로 유명하다.
1937년 2월 대회에서 21년 동안 유지된 4m 35cm의 일본 신기록을 세우면서 베를린 올림픽 우승자 얼 메도스를 꺾고 우승했다. 1938년 게이오 대학을 졸업하고 동양편직에 입사해 일본 선수권대회에서 4m 20cm을 뛰어 우승했다.
1939년 육군 소집되어 보병 제20연대 제5중대 소위로 진급, 1941년 필리핀 루손섬 전투에서 전사했다. 육군 보병 중위로 특진했다. 오에의 유품에서 우정의 메달이 발견되었고, 이를 계기로 두 사람이 메달을 나눈 것이 일반에 널리 알려지게 된 계기가 되었다.